# HD 139290
HD 139290，又名CD-2710478，SAO 183641、HR 5809，是一颗恒星，视星等为6.32，位于銀經342.06，銀緯21.72，其B1900.0坐标为赤經15h 32m 10.8s，赤緯-27° 21.72′ 38″。